# Il dominio di Arnheim
Il dominio di Arnheim è un dipinto del pittore belga René Magritte di cui esistono diverse versioni. 

## Descrizione
Il titolo richiama l'omonimo racconto di Edgar Allan Poe, dove sono descritti paesaggi e montagne. Magritte rappresenta una catena montuosa che assume la forma di un uccello. Non è chiaro, come in molti dipinti del pittore, se è l'uccello a farsi montagna, o la montagna, ad assumere tale forma. L'osservatore vede come attraverso una finestra, sul cui davanzale sono posate due uova, queste non pietrificate, ma vere. Il contrasto che emerge è anche tra la comune idea del volatile, che si libra in aria leggero e libero e la pesantezza della prigione in cui si trova, la pietra, la montagna blocca il suo volo, eterna la sua forma incatenandolo al suolo, con tutto il suo peso. Questo quadro ricorda per questo aspetto anche Il sapore delle lacrime, sempre dipinto da Magritte nel 1948, o anche I compagni della paura, del 1942, in cui le foglie si fanno uccelli o gli uccelli si fanno foglia, le ali reclinate, le radici li ancorano al suolo, impedendo loro di volare.